# Narelloides
Narelloides is een geslacht van neteldieren uit de klasse van de Anthozoa (bloemdieren).

## Soort
- Narelloides crinitus Cairns, 2012